# アドミラル・グリゴロヴィチ級フリゲート
アドミラル・グリゴロヴィチ級フリゲート（アドミラル・グリゴロヴィチきゅうフリゲート、英語: Admiral Grigorovich-class frigate）は、ロシア海軍のフリゲートの艦級。正式名は11356M型フリゲート（ロシア語: Фрегаты проекта 11356М）(11356Rとされる場合もある)。

## 来歴
黒海艦隊は、ロシア帝国海軍以来の主要艦隊の一つである。しかしその主要基地であるセヴァストポリは、ソビエト連邦の崩壊の過程でウクライナ領に編入されており、艦隊の分割と基地の使用権に関する協定によってロシア海軍黒海艦隊の使用継続が認められたものの、艦隊の装備更新には同国の同意が必要となったことから、艦艇・機材の老朽化が進んでいた。
2008年の南オセチア紛争の際、アメリカ海軍をはじめとする北大西洋条約機構（NATO）諸国海軍の艦隊が黒海に進入した。これは人道援助や軍事演習を目的としたものであったが、特にロシア枢要部がイージス艦のトマホーク武器システムの射程に収められたことは、ロシア指導部にとって重大な危機感を抱かせることになった。また2010年代に入ると、アラブの春に端を発する中東情勢の不安定化に伴い、NATO艦艇の黒海展開は更に頻繁化していった。
これに対抗する必要上、ロシア海軍にとって、黒海艦隊の更新は喫緊の課題となった。当時、ロシア海軍ではアドミラル・ゴルシコフ級（22350型）の整備を進めていたものの、これは比較的先進的な設計を採用していたために、建造は遅れがちであった。黒海の情勢変化が急激であったことから、こちらに配備する艦艇は、既存の艦をもとにした漸進的な設計とされた。これに応じて建造されたのが本級である。

## 設計
上記の経緯より、ヤンターリ造船所がインド海軍向けに建造した11356型（タルワー級）の設計を元にした発展型とされている。
船体の主要寸法は11356型とほぼ同様である。上部構造物は艦橋・煙突・ハンガーの3つのセクションに分かれており、いずれも主構造材として鋼を用いている。ステルス艦化を図っているのも11356型と同様である。
主機関も、11356型と同系列のM7N1型COGAG機関とされた。これは巡航機としてUGT-6000（DS-71; 1基あたり9,000馬力）、高速機としてUGT-16000（DT-59; 1基あたり19,500馬力）を組み合わせたもので、2セット搭載して両舷の推進器を駆動している。

### 機関問題
ロシアでは機関であるM7N1型のうち、UGT-6000のDS-71については、組み立てや一部部品の供給をウクライナに依存しており、ウクライナへのロシア介入に関連して2014年6月にウクライナ政府が発したロシア向け武器輸出の全面禁止措置に伴い、4番艦以降への搭載分が入手できなくなるというトラブルが生じた。そのため内部区画を再設計した上で、出力27,000馬力のM90FRを2基使用する案と14,000馬力M70MFRUを4基使用する案が検討され、最終的にM90FRを搭載することとなった。統一造船会社はウクライナがガスタービンエンジン供給を拒否した事に関連し、2015年に裁判を起こすつもりであると発表した。
2017年6月、M70FRU 4基によるCOGAGとすることが発表された。

## 装備
装備面では、多くの点で刷新されている。
艦対空ミサイル・システムは、アドミラル・ゴルシコフ級（22350型）で採用されていた3K96 リドゥートではなく、11356型と同系列のシュチーリ-1が採用されたが、発射機はVLS化された3S90E.1に変更された。また近距離迎撃用として最大射程15km、最小射程500mの9M100ミサイルをシュチーリ-1のVLSからも発射できるようにする計画がある。
対地・対艦兵器としては、8セルの3S14 UKSKを搭載しており、ここからカリブルNKおよびP-800を発射できる。これにより、ロシアの大型水上戦闘艦艇として初めて、有力な長距離対地火力投射能力を具備することとなった。かつてはブラモスの搭載も検討されていた。
主砲も、同じA-190 100mm単装速射砲ではあるが、砲盾がステルス化されたA-190-01に更新された。
戦術情報処理装置としては、タルワー級の搭載するトレーボヴァニェ-Eは輸出向けのダウングレード版であるため、同時に24の目標までしか処理できなかったが、ロシア本国向けの本艦が搭載するトレーボヴァニェ-Mでは256の目標を同時に扱うことができる。またトレーボヴァニェ-Mではなくシグマを搭載しているという説もある。
またオルラン10無人機を搭載する。この試験は2017年秋に実施され、砲撃とミサイルを使い高精度で海と陸上のターゲットを攻撃することを可能にする。オルラン-10はカタパルトで発艦し、任務終了後パラシュートで甲板に着艦する。無人機搭載によりレーダー外や地平線を越えた目標の捕捉が可能となる。

## 配備
当初は9隻を建造予定であったが、2015年に6隻に変更されている。
1番艦「アドミラル・グリゴロヴィチ」は2010年に起工され、2014年3月14日に完成した。2015年8月には引き渡しが行われるとされていたが、冷却器の不具合により9月以降に延期され、2016年3月10日に納入された。同年中にシリア内戦に実戦投入され、アドミラル・グリゴロヴィチの艦上からミサイルを発射する様子をロシア国防省が公開している。
機関問題により4番艦以降の建造は遅れ配備について二転三転した。当初機関問題により2017年2月に「アドミラル・ブタコフ」と「アドミラル・イストミン」のインドへの売却が決まったと報じられたが、6月に機関を国産のM70FRUとしたうえで、3隻を2018年よりバルト艦隊向け(これは7月に黒海艦隊と報道された)に建造を再開すると報じられた。しかし8月に2隻をインドへ売却し、1隻はロシア海軍向けに完成させることが発表された。
| 艦名                            | 起工            | 進水            | 就役            | 配備       | 備考 |
| ------------------------------- | --------------- | --------------- | --------------- | ---------- | --- |
| アドミラル・ グリゴロヴィチ     | 2010年 12月18日 | 2014年 3月14日  | 2016年 3月11日  | 黒海       | 2010年に起工され、2014年3月14日に完成した。 2015年8月には引き渡しが行われるとされていたが、冷却器の不具合により9月以降に延期され、2016年3月10日に納入された。同年中にシリア内戦に実戦投入され、アドミラル・グリゴロヴィチの艦上からミサイルを発射する様子をロシア国防省が公開している。 |
| アドミラル・ エッセン           | 2011年 7月8日   | 2014年 11月7日  | 2016年 6月7日   | 黒海       | 2016年11月にスクリューと推進軸を損傷修理。 2017年、地中海に展開。同年5月31日、シリアデリゾールのISILの拠点に向けて、巡航ミサイル「クラブ」を3発発射して攻撃した。 |
| アドミラル・ マカロフ           | 2012年 2月29日  | 2015年 9月2日   | 2017年 12月27日 | 黒海       | 2017年12月25日に納入。 |
| アドミラル・ ブタコフ →トゥシル | 2013年 7月13日  | 2016年 3月5日   | 2024年 12月9日  | インド海軍 | 建造途中でインド海軍に売却。ロシアで完成される。 機関問題により建造を中止していたが、インドがウクライナから主機を購入する形で解決された。インドでは、タルワー級バッチ3として分類されている。                                                                                            |
| アドミラル・ イストミン →タマラ | 2013年 11月15日 | 2017年 11月16日 |                 | インド海軍 | 建造途中でインド海軍に売却。ロシアで完成される。 機関問題により建造を中止していたが、インドがウクライナから主機を購入する形で解決され、2017年11月16日に再開。インドでは、タルワー級バッチ3として分類されている。                                                                        |
| アドミラル・ コルニーロフ       | 2013年12月      | 2017年 11月16日 |                 | 黒海(?)    | |

### 輸出
2010年11月には、インド海軍が3隻の11356M型警備艦の建造を契約する見込みがあると報じられていた。
2015年3月には、生産が停止しているロシア海軍向けの3隻について統一造船会社のイーゴリ・ポノマリョフはインドへの売却交渉が行なわれていると発表した。しかし、同年5月国防省は4番艦以降についてロシア製エンジンの完成を待ち、インドへの売却を行わないとした。10月には、巡航機関を国産代替機関であるM90FPへ変更予定の4番艦以降の完成が2019年-20年で、建造計画が大きく遅れる見込みであり、ウクライナ危機に端を発する西側諸国の経済制裁や原油価格の下落による財政悪化もあって、これら3隻を海外に輸出し（エンジンは輸出後にウクライナから顧客が別途で購入する）、ほかの艦船の建造費に割り当てるという計画が持ち上がっていることが報じられた。
2016年8月にはこの3隻をインドが取得するとすることが報じられた。機関が搭載されておらず自走できないためヤンターリでは輸送方法について検討している。この3隻についてはブラモスの運用能力が付加されるとされる。10月には4隻売却されるタルワー級フリゲートの内2隻がロシアで完成され、残り2隻がインドでライセンス建造されるとされた。
2017年1月、ヤンターリが建造する2隻について、ロシアが9億9,000万ドルを提案したのに対しインド側が同意しなかったと報じられた。
2017年2月、ロシアで建造する2隻は「アドミラル・ブタコフ」と「アドミラル・イストミン」であることが正式に明かされた。
2017年11月16日、インドへの売却契約は、近い将来に行われる予定であるとFlotPromが報じた。
2018年10月27日、ヤンターリはインド海軍から9億5,000万ドルで2隻を受注した。なお、アメリカがロシアに課している制裁を回避するため、購入資金は米ドルを使用せず、印ルピーを露ルーブルに直接交換する形で支払われると報じられている。